# Paul Theunis
Paul Theunis (Koersel, 16 maart 1952) is een gewezen Belgische voetballer en voetbalcoach. Hij is ook oud-international.

## Carrière

### Beringen en Winterslag
Paul Theunis begon bij de jeugd van Stal Sport en trok nadien naar Beringen FC. Daar debuteerde hij begin jaren 70 in het eerste elftal. In 1973 verliet hij de club en trok hij naar streekgenoot KFC Winterslag in Tweede Klasse.
In 1974 promoveerde Theunis met Winterslag naar Eerste Klasse. Maar lang duurde dat avontuur niet. De club degradeerde en keerde uiteindelijk in 1976 terug naar het hoogste niveau. Theunis speelde bij Winterslag zowel op het middenveld als in de verdediging. In 1981 eindigde Winterslag verrassend als vijfde in het eindklassement. Winterslag dwong zo voor het eerst in het bestaan van de club een Europees ticket af.

### Beveren
Theunis zelf speelde ook Europees, maar niet met Winterslag, want hij verhuisde in de zomer van '81 naar het KSK Beveren van trainer Urbain Braems. In 1983 veroverde Beveren de Beker van België na een spannende finale tegen Club Brugge. Theunis scoorde in de finale de openingsgoal en loodste zijn team zo naar een 3-1-overwinning. Een jaar later won Beveren de landstitel. In die dagen maakte Theunis deel uit van een sterk team bestaande uit onder meer Erwin Albert, Ronny Martens, Filip De Wilde en Peter Creve.

### KV Mechelen
In 1987 verliet de 34-jarige Theunis Beveren voor KV Mechelen. Onder leiding van trainer Aad de Mos won Mechelen op het einde van het seizoen Europacup II. Theunis mocht toen in de finale invallen voor Wim Hofkens.

## International
Tijdens zijn periode bij Beveren werd Theunis twee keer geselecteerd voor de nationale ploeg van België. Het was toenmalig bondscoach Guy Thys die hem een kans gaf bij de Rode Duivels. Zijn eerste interland was een vriendschappelijk tegen West-Duitsland. België verloor toen met 0-1.
Enkele maanden later speelde Theunis zijn tweede en laatste interland. Het ging om een vriendschappelijke wedstrijd tegen Polen. Het was de afscheidswedstrijd van de Poolse international Grzegorz Lato, die ook jaren in België had gevoetbald. Ditmaal won België met het kleinste verschil.

## Trainer
Na zijn loopbaan als profvoetballer ging Theunis aan de slag als coach. Hij trainde in de lagere divisies Sint-Niklase SK en SK Tongeren alvorens in 1990 aangesteld te worden als de nieuwe trainer van KRC Genk, de fusieclub die was voortgekomen uit zijn ex-club Winterslag. De gewezen voetballer slaagde erin om het net gepromoveerde Genk in Eerste te houden, maar een seizoen later werd hij al in november aan de deur gezet en vervangen door Pier Janssen.
In 1992 werd Theunis bij KSV Waregem binnengehaald als de opvolger van de ontslagen René Verheyen. Hij maakte het seizoen uit en bleef ook nadien coach. Vanaf 1994 was hij voor een jaar lang de manager van Waregem.
Na een korte terugkeer naar SK Tongeren belandde Theunis als trainer bij zijn ex-club Beveren. De club speelde in Tweede Klasse, waar het onder zijn leiding kampioen werd. Beveren promoveerde maar hij werd nog voor de winterstop ontslagen.
Nadien zei Theunis het voetbal voor een tijdje vaarwel. Hij ging aan de slag bij een bouwfirma en werd uiteindelijk in 2003 terug naar KRC Genk gehaald. Hij werd er voorzitter van de sportieve commissie.

## Erelijst
KV Mechelen
- Europacup II

1988